# Горноправдинськ
Го́рнопра́вдинськ (рос. Горноправдинск) — селище у складі Ханти-Мансійського району Ханти-Мансійського автономного округу Тюменської області, Росія. Адміністративний центр Горноправдинського сільського поселення.
Населення — 4844 особи (2010, 4951 у 2002).
Національний склад станом на 2002 рік: росіяни — 75 %.